# Józefologia

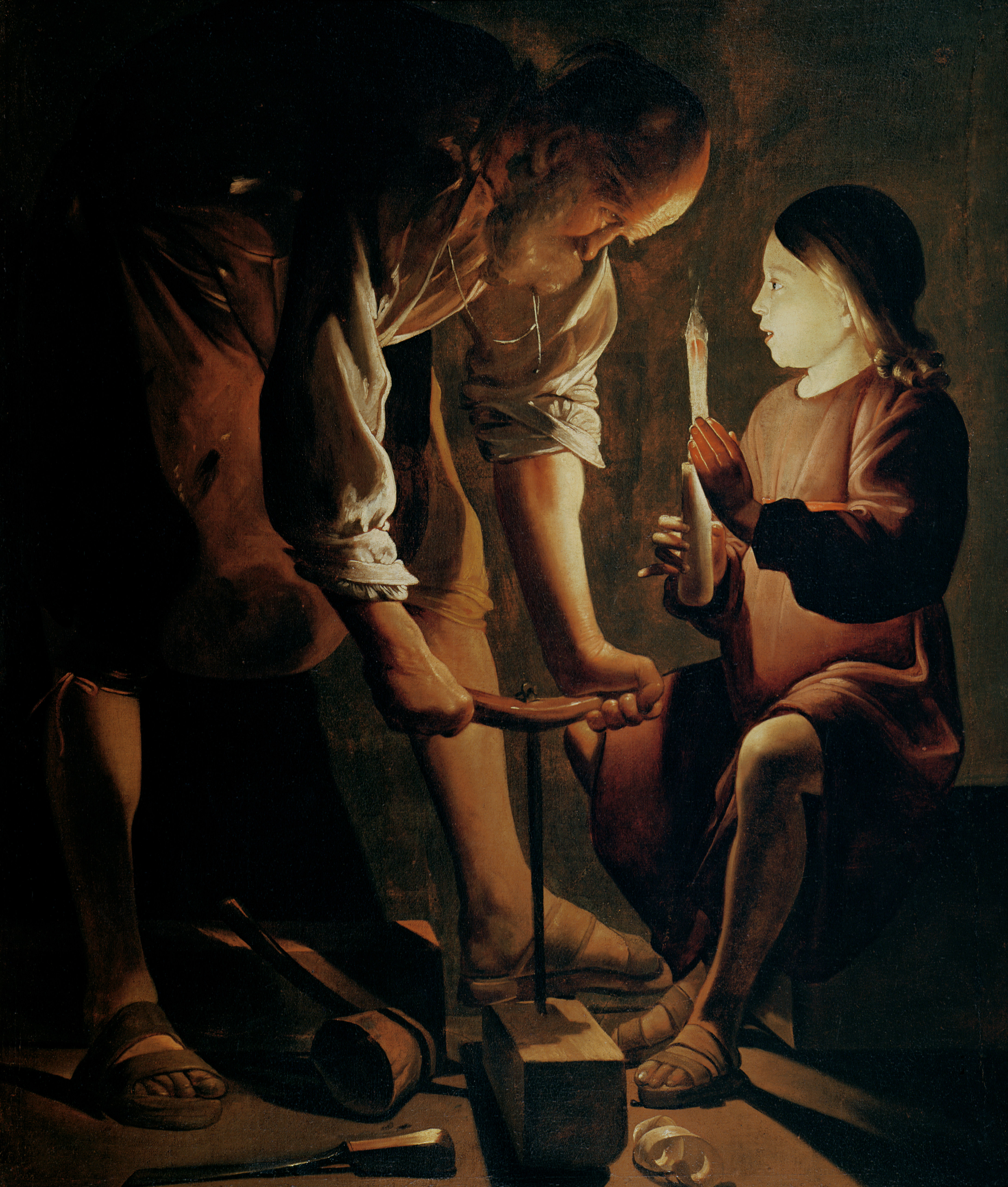
Georges de La Tour, Św. Józef jako cieśla (1642)

Józefologia, dawniej teologia Józefowa lub teologia św. Józefa – teologiczna refleksja o Józefie z Nazaretu, jego funkcji w historii zbawienia, podstawach jego kultu w Kościele, niekiedy uważana za odrębną dyscyplinę teologiczną wchodzącą w skład teologii dogmatycznej, rozwijana od XIX w.
Bazuje na Piśmie Świętym, nauczaniu ojców Kościoła, późniejszych teologów i pisarzy kościelnych oraz nauczycielskiego urzędu Kościoła. Obejmuje studia z zakresu nauk biblijnych, teologii systematycznej i praktycznej, liturgiki, historii sztuki sakralnej oraz nauczania społecznego Kościoła. Jest ściśle powiązana z mariologią.
W 1870  papież Pius IX dekretem Quemadmodum Deus ogłosił św. Józefa patronem Kościoła powszechnego. W 1889 Leon XIII wydał encyklikę o św. Józefie Quamquam pluries. W 1955 Pius XII  wprowadził święto Józefa Robotnika. Jan XXIII ustanowił go patronem Soboru watykańskiego II. Zachętą do czci św. Józefa jest adhortacja Jana Pawła II Redemptoris Custos z 15 VIII 1989.
W 1970 odbył się w Rzymie I Międzynarodowy Kongres Józefologiczny. Józefologia wykładana jest m.in. w Loyola University w Chicago. Stanowi też niemal wyłączny przedmiot badań wielu teologów, centrów józefologicznych i międzynarodowych kongresów. W Polsce działa Studium Józefologii założone w 1969 w Kaliszu – głównym ośrodku kultu św. Józefa w Polsce.
Do podstawowych czasopism józefologicznych należą:
- „Vita Giuseppina” – miesięcznik wydawany w Rzymie od 1895
- „Estudios Josefinos” – półrocznik wydawany w Valladolid od 1947
- „Cahiers de Joséphologie” – półrocznik wydawany w Montrealu od 1953[1].

Józefologią zajmuje się wielu teologów, m.in.: José Maria Bover, José Antonio Carasco, Francis Filas, Tadeusz Fitych, Roland Gauthier, Wojciech Hanc,  Alexis Henri Lépicier (1863–1936), Martínez Llamas, Boniface Llamera, Cyprien Macabiau, Joseph Parent, Tarcisio Stramare (1928–2020).
Trwają zabiegi o uznanie józefologii za odrębną dyscyplinę teologiczną.